# Bruno Gehrig

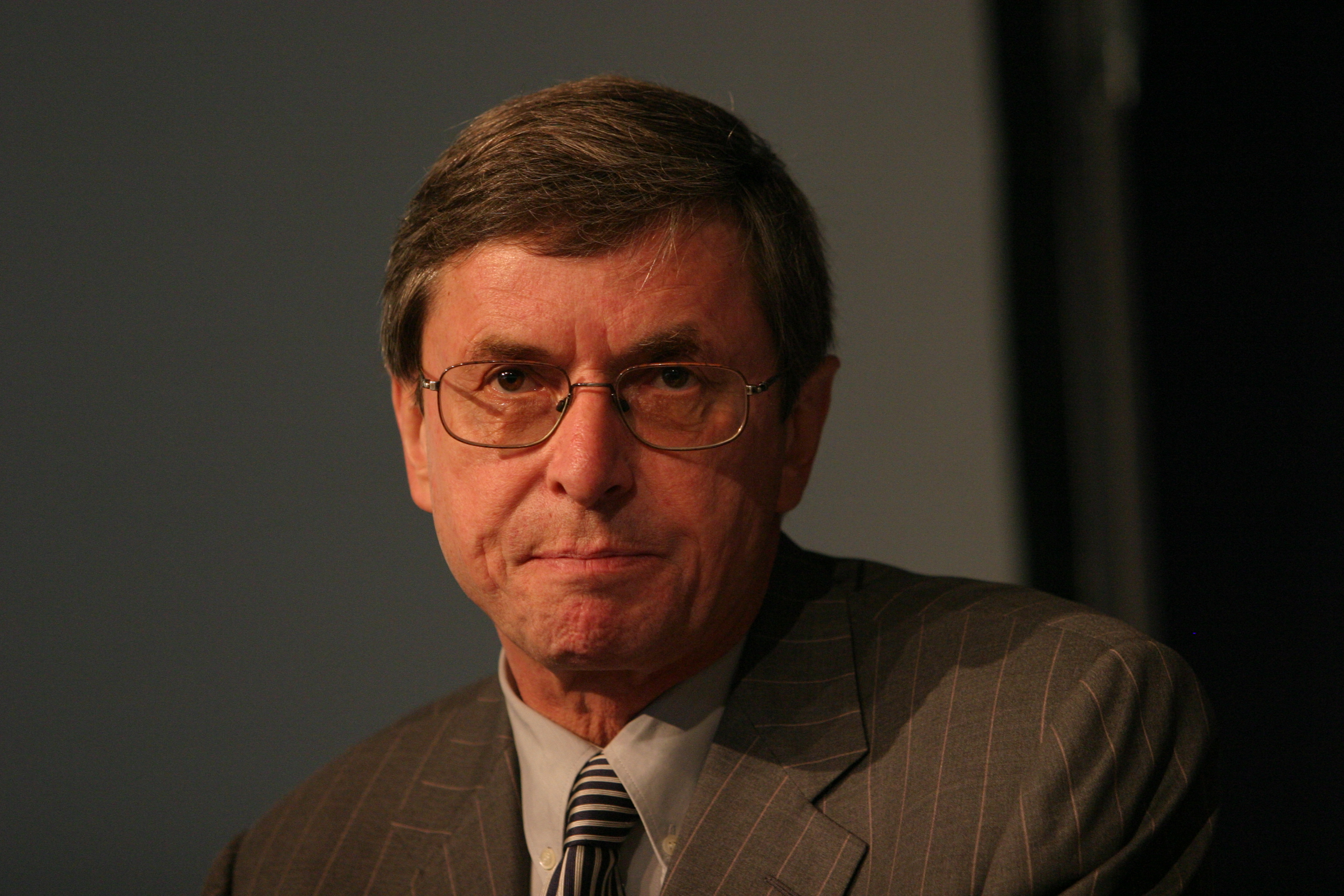
Bruno Gehrig (2004)

Bruno Robert Gehrig (* 26. Dezember 1946 in Rorschach) ist ein Schweizer Manager und Hochschullehrer.

## Lebenslauf

### Universität
Bruno Gehrig studierte Wirtschaftswissenschaft, schloss sein Studium 1975 an der Universität Bern als Dr. rer. pol. ab und habilitierte sich dort 1978 nach einem Auslandsstudium an der Universität Rochester, USA, mit einer Studie zur Geldpolitik. Von 1971 bis 1980 übte er eine Assistenz- und Lehrtätigkeit an der Universität Bern aus, ab 1978 als Privatdozent.

### Beruflicher Werdegang
Von 1981 bis 1984 war Gehrig als Leiter der volkswirtschaftlichen Abteilung der Schweizerischen Bankgesellschaft tätig. 1985 absolvierte er ein Ausbildungsjahr im internationalen Bankgeschäft. Ab 1988 leitete er die Hauptabteilung Börse und Wertschriftenverkauf Gesamtbank der Schweizerischen Bankgesellschaft. Von 1989 bis 1991 amtierte als Vorsitzender der Geschäftsleitung der Bank Cantrade AG (Zürich). Von 1992 bis 1996 war er Inhaber einer Professur für Betriebswirtschaftslehre an der Universität St. Gallen und Direktor des Schweizerischen Instituts für Banken und Finanzen der Hochschule St. Gallen. Im Jahr 1996 wurde Gehrig als Leiter des III. Departements in das Direktorium der Schweizerischen Nationalbank berufen, dem er von 2001 bis 2003 als Vizepräsident angehörte. Von 2003 bis 2009 war er Verwaltungsratspräsident des Versicherungskonzerns Swiss Life. Im Rahmen seiner politischen Tätigkeit amtierte er von 1984 bis 1991 als Präsident der Studiengruppe Wirtschaftspolitik der CVP Schweiz. Von 1992 bis 1996 war er Mitglied der Eidgenössischen Bankenkommission. 2006 wurde ihm die Ehrendoktorwürde (Honorary Doctorate of Laws) der Universität Rochester verliehen.
Von November 2010 bis Juni 2016 war Gehrig Verwaltungsratspräsident der Swiss und bis 2013 Vizepräsident des Verwaltungsrates der Roche Holding. Ausserdem war Gehrig bis 2014 Mitglied des Verwaltungsrates der UBS und war Vorstandsmitglied der Economiesuisse.
Weitere Tätigkeiten:
- Mitglied im Patronatskomitee der Schweizerischen Hirnliga.[6]
- früheres Mitglied des Stiftungsrates der Stiftung Antidoping Schweiz
- früheres Mitglied des Stiftungsrates der Kartause Ittingen im Kanton Thurgau

Gehrig ist verheiratet und hat drei erwachsene Kinder.  Er lebt in Winterthur.